# Bruna Viola
Bruna Viola, nome artístico de Bruna Villas Bôas Kamphorst (Cuiabá, 25 de maio de 1993), é uma cantora, compositora e violeira brasileira ganhadora de um Grammy latino em 2017. Seus maiores ídolos e referências são Tião Carreiro da dupla Tião Carreiro e Pardinho e a cantora Inezita Barroso. Atualmente, reside em São José do Rio Preto e excursiona por todo o Brasil, fazendo shows e apresentações em canais de televisão.

## Biografia e carreira
Bruna Villas Bôas Kamphorst nasceu em 25 de maio de 1993 e cresceu rodeada de músicos. Por ter a viola como instrumento preferido, Bruna adotou o nome do instrumento que toca em todos os shows como sobrenome artístico. Além disso, o objeto também foi de extrema importância em sua carreira artística, pois foi aos 11 anos de idade, após ganhar sua primeira viola, que a jovem ingressou no universo musical, em uma apresentação de uma feira agropecuária.
Ao chegar aos 19 anos, a "Flor Mato-grossense" (como foi carinhosamente apelidada por seus fãs) precisou tomar a decisão mais importante da sua vida: continuar na música ou fazer faculdade de veterinária. Com a agenda cada vez mais lotada, a menina que dá um novo rosto à música sertaneja, optou por trancar os estudos e investir na carreira artística. Neste momento, Bruna também deixou sua cidade para viver em Campinas, de onde o deslocamento é mais fácil entre os shows realizados pelo interior do País, mas atualmente escolheu São José do Rio Preto por se destacar pela geografia, estando entre  Paraná, Mato Grosso do Sul, Minas Gerais e também na rota São Paulo >> Goiânia. No entanto, suas canções continuam tendo como tema a vida na fazenda.
Em 2015, Bruna lança seu álbum de estreia Sem Fronteiras pela gravadora Universal Music, que contém a canção "Se Você Voltar", com participação de César Menotti & Fabiano, e que no ano seguinte entrou para a trilha sonora da novela Velho Chico da Rede Globo.
Em 2016, a cantora grava o seu primeiro DVD no dia 2 de março no Villa Country em São Paulo. Com Paul Ralphes na direção musical,  Marcelo Amiky (ex-diretor artístico da TV Cultura) na direção de vídeo, Fábio Delduque na cenografia (já atuou com Ney Matogrosso, Jorge Benjor e Vanessa da Mata) e o expert em iluminação Danny Nolan na direção de fotografia. Danny foi o Lighting Design das mais recentes turnês de Sting e Paul Simon. Contando também com a participação da dupla Cesar Menotti & Fabiano no sucesso "Se você voltar".

## Discografia

### Álbuns
- Sem Fronteiras (2015)
- Melodias do Sertão - Ao Vivo (2016)

### Singles
| Ano  | Single                                           | Charts | Álbum                        |
| Ano  | Single                                           | BRA    | Álbum                        |
| ---- | ------------------------------------------------ | ------ | ---------------------------- |
| 2015 | "Se Você Voltar" (part. César Menotti & Fabiano) | 36     | Sem Fronteiras               |
| 2016 | "Espero Mais"                                    | 91     | Sem Fronteiras               |
| 2016 | "Você Não Sabe (Quero Ver)"                      | 61     | Melodias do Sertão - Ao Vivo |
| 2016 | "Tô Fazendo Falta"                               | —      | Melodias do Sertão - Ao Vivo |
| 2017 | "Quem é Que Não Gosta" (part. Bruno & Barreto)   | 48     | Single sem álbum             |
| 2019 | "600 KM"                                         | —      | Single sem álbum             |